# Gotō Shuichi
Gotō Shuichi (japanisch 後藤 守一; geboren 10. August 1888 in Tagoe (田越村) im Landkreis Miura (三浦郡) der Präfektur Kanagawa; gestorben 30. Juli 1960) war ein japanischer Archäologe.

## Leben und Wirken
Gotō Shuichi machte 1913 seinen Studienabschluss an der Pädagogischen Hochschule in Shizuoka (静岡師範学校, Shizuoka shihan gakkō) und unterrichtete dann an einer Mittelschule. 1921 wurde er Mitarbeiter im Nationalmuseum Tōkyō. 1927 bereiste er Europa und die USA. 1940 schied er aus dem Amt aus. Danach war er an der Meiji-Universität, an der Kokugakuin-Universität und der Nihon-Universität als Lektor tätig und wurde 1949 Professor an der Meiji-Universität. 
Gotōs Interessengebiet war japanische Vorgeschichte und Frühgeschichte. In seiner Zeit am Nationalmuseum leitete er die Ausgrabungen der Toro-Stätte und die der Oyū-(大湯)-Steinkreise. Seine Spezialität waren die großem Grabanlagen in Schlüssellochform, die Kofun.
Zu seinen Schriften gehören
- „Spiegel im Stil der Han-Zeit“ (漢式鏡, Kanshiki kagami),
- „Archäologie Japans“(日本考古学, Nihon kōkogaku),
- „Archäologie in der japanischen Geschichte“ (日本歴史考古学, Nihon rekishi kōkogaku),
- „Zu den Haniwa“ (埴輪の話, Haniwa no hanashi),
- „Zur Japanischen Kultur der Vorzeit“ (日本古代文化の話, Nihon kojidai bunka no hanashi),
- „Archäologische Überprüfung der japanischen Vorgeschichte“ (日本古代史の考古学的検討, Nihon kojidai-shi no kōkogaku-teki kentō) und
- „Forschung zur Vorgeschichte“ (古代史研究, Kojidai-shi kenkyū).